# Mauser 1934
Mauser 1934 — німецький пістолет, вироблявся у 1910-1940 р. Загалом мав три модифікації M1910, M1914, M1934. Був комерційною зброєю, яку використовували різні поліцейські підрозділи європейських країн. Також був взятий на озброєння у підрозділах Вермахту, на початку Другої світової війни.

## Історія створення та виробництва
Розробники підприємства Маузер-Верке (Mauser Werke) у 1909 році почали розробку нового пістолета, під нещодавно прийнятий на озброєння набій 9×19 мм (9мм Люгер). Основою автоматики пістолету стала не зовсім звичайно на той час конструкція з напіввільним затвором. Експерименти ставили не з замикаючим стволом, а намагались уповільнити відкат затвора. Для цього у передній ніжній частині пістолета встановили гальмівний опорний щиток, що утримував затвор, поки куля не покине ствол.
Перші такі зразки з'явились у 1910 році, а його вже вдосконалена модель з маркуванням Mauser 1912/14 була виготовлена невеликою партією — близько 200 зразків. Однак коли з'ясувалось, що конструкція не дуже вдала, виробництво було припинено.
На базі цієї моделі розробником Йозефом Ніклем був створений «цивільний» пістолет, що користувався неабияким попитом. Так з'явився на світ пістолет M1910.
Модель M1910 була розрахована на відносно слабкий, але поширений набій 6,35 мм Браунінг. З 1910 по 1913 р. було виготовлено близько 60 000 одиниць цієї зброї.
Після невеликої модифікації у 1914 році з'явились нові моделі цього пістолету . Модель 1910/14 під той самий патрон, що і модель М1914 — 7,65 Браунінг. Ці пістолети були табельною зброєю в багатьох країнах, не тільки у Німеччині.
1914-го року було виготовлено близько 330 000 зразків під набій 6,35 мм та близько 500 000 під набій 7,65 мм.
У 1934-1936 роках знову здійснили невелику модифікацію пістолетів моделей 1914-х років, при цьому руків'я набуло більш округлої форми; також п'ята магазина позбулась гострих кутів. Зразки отримали позначення М1910/34 під калібр 6,35 та М1914/34 під калібр 7,65. Цих моделей було виготовлено набагато менше: у калібрі 6,35мм — близько 30 000, у калібрі 7,65мм — близько 120 000.

## Опис конструкції
Однією з особливостей цих моделей була зупинка затвора у відкритому положенні після того, як із магазина відстріляно останній патрон, що дозволяло суттєво скоротити час на перезарядження і тим самим значно підвищити бойові характеристики пістолета. Достатньо було вставити заряджений магазин, при цьому вставлений магазин взаємодіяв з зачепом, що звільняв затвор та автоматично досилав патрон з магазина у патронник. Крім функції «зупинки затвора», з'явився важіль із виступом, який за відсутності патронів у магазині замикав ударно-спусковий механізм, що сигналізувало стрільцю про закінчення набоїв.
За будовою пістолети Маузер 1910, 1914 та 1934 років мають небагато відмінностей, більшість з яких зовнішні. Всі моделі мали автоматику, побудовану на відбої вільного затвора. Ствол хоч і не рухається при стрільбі, є від'ємний і при розбиранні знімається достатньо легко. Кріплення ствола до рамки зроблене у оригінальний спосіб — за допомогою довгого поздовжнього стержня, що вставлявся спереду, під стволом та проходив крізь отвори в упорах, зроблені у нижній поверхні ствола. Ударно-спусковий механізм ударникового типу, ручний запобіжник розташовувався зліва у вирізі щічки руків'я. Засувка магазина розміщена в основі пістолетного руків'я. Щічки руків'я — дерев'яні або пластикові.
Попри легкість обслуговування цього пістолета, мав він і свої вади: при розборці часто губились дрібні частини ударно-спускового механізму. Сам ударно-спусковий механізм був чутливий до засмічення; крім того, за низьких температур пістолети зразка 1914 року найчастіше давали осічки через слабку бойову пружину.